# کوچ‌عسگر
کوچ‌عسگر (به لاتین: Köçəsgər) یک منطقه مسکونی در جمهوری آذربایجان است که در شهرستان آغ‌استفا واقع شده است. کوچ‌عسگر ۵۲۲۳ نفر جمعیت دارد.